# Émile Nickels
Émile Nickels est un artiste peintre français né le 30 novembre 1850 à Ancy-le-Franc (Yonne) et décédé à Paris (15e arrondissement) le 22 novembre 1910.
Élève de Jean-Léon Gérôme, il débute au salon de 1875 et continue à prendre part aux expositions parisiennes, notamment avec des dessins et des pastels.
L'église paroissiale Sainte-Colombe d'Ancy-le-Franc possède une de ses toiles : l'Assomption.

## Sources
- Émile Bellier de La Chavignerie, Louis Auvray, Dictionnaire général des artistes de l'école française depuis l'origine des arts du dessin jusqu'à nos jours: Architectes, peintres, sculpteurs, graveurs et lithographes, vol. 2, éd. Renouard, 1885
- Pierre Sanchez, Xavier Seydoux, Les catalogues des Salons: 1887-1889, vol. 15, p. 508, éd. Echelle de Jacob, 2009,  (ISBN 2913224792)
- Emmanuel Bénézit, Dictionnaire critique et documentaire des peintres, vol. 6, p. 353, éd. Gründ, 1956
- Janson, Paris salon de 1880, p. 277, éd. Taylor et Francis, 1977